# Estuário do Espírito Santo
Estuário do Espírito Santo je estuarij na zapadnoj obali zaljeva Maputo u Mozambiku u koji utječu četiri rijeke: Tembe, Mbuluzi, Matola i Infulene. Najveća mu je dubina 11 metara, a kanali su jaružani.
Sjeverna obala ovog ušća ima veliku gospodarsku aktivnost, koja završava velikom trgovačkom i ribarskom lukom. Dio općine Matola je visoko industrijaliziran, uključujući staru rafineriju nafte, tvornicu cementa, solane i druge djelatnosti.
Dio margina koje čovjek nije promijenio naseljen je mangrovama i podložan je ogromnom pritisku gore navedenih gospodarskih aktivnosti. Međutim, u ušću se još uvijek ribari, budući da postoji obilje škampa i drugih plodova mora.

## Etimologija
Izraz estuario de Espíritu Santo odnosi se na stari naziv rijeke Matola, koja je na portugalskom bila poznata kao Río Espírito Santo.